# Сан-Джорджо-су-Леньяно
Сан-Джо́рджо-су-Ленья́но (итал. San Giorgio su Legnano, ломб. San Giorgiu / San Giòrg) — коммуна в Италии, в провинции Милан области Ломбардия.
Население составляет 6172 человека, плотность населения составляет 2648,90 чел./км². Занимает площадь 2,3 км². Почтовый индекс — 20010. Телефонный код — 0331.
Покровителем коммуны почитается святой Георгий, празднование 23 апреля.